# 国家民主基金会

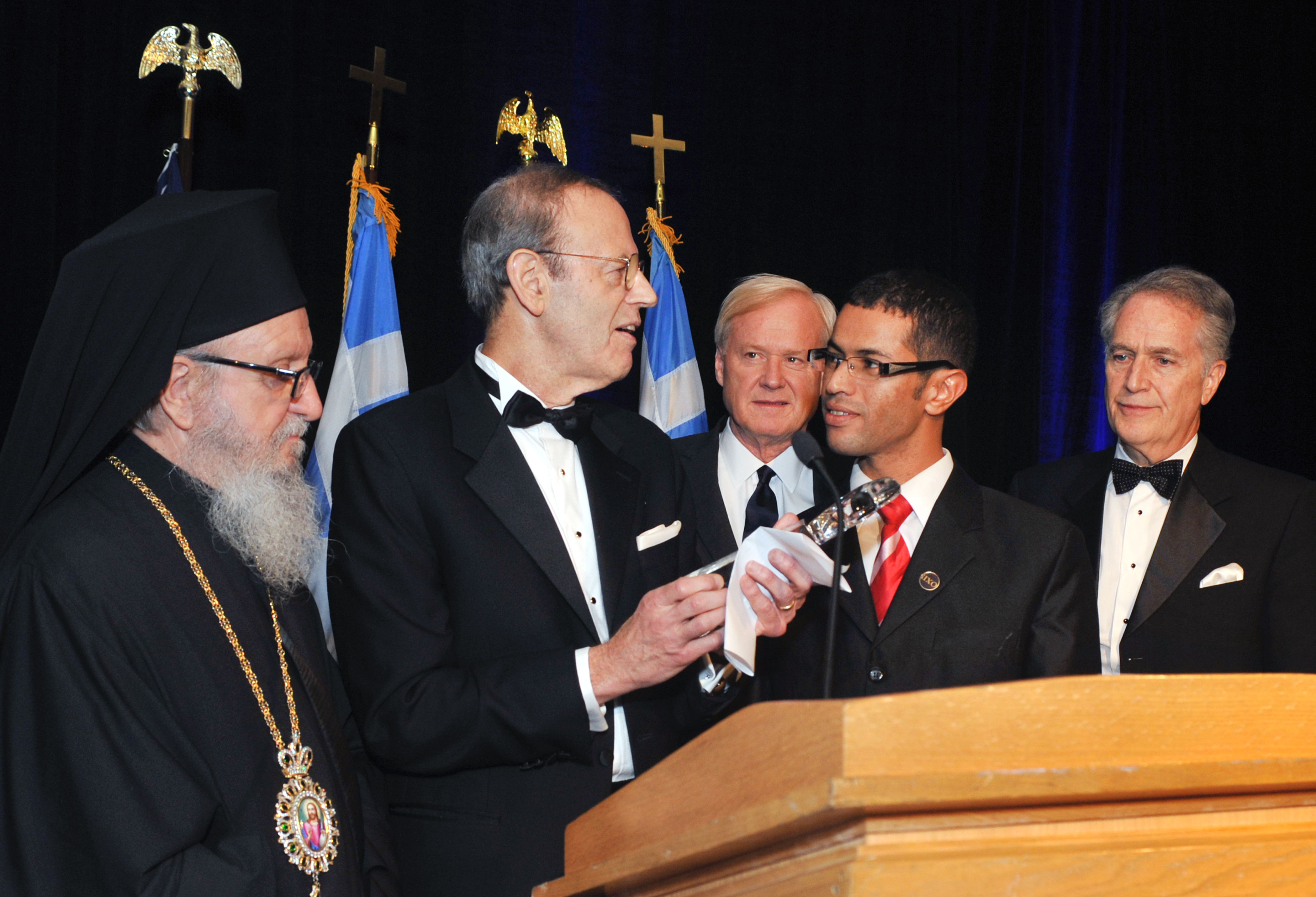
国家民主基金会总裁卡尔·格什曼（图左二）向2011年11月发生的阿拉伯之春运动的突尼斯领导人颁奖。

国家民主基金会（英語：National Endowment for Democracy，缩写为）美国国家民主基金会（NED）是一个半官方機構，也有人称它是美国官办非政府组织，于1983年成立。其宗旨是通过政治和经济机构，如政治组织、商业协会、工会和自由市场，在全球范围内推进民主，在国外打击共产主义影响力。
NED是一个美国两党合作的私人非营利组织，但同时也是一个基金会。它主要由美国国会资助。除了资助计划外，NED还支持《民主学刊》、世界民主运动、里根-法塞尔奖学金计划、民主研究所网络和国际媒体援助中心。
NED成立后，负责过中央情报局的几项活动。政治团体、活动家、学者和一些政府指责NED是美国外交政策的工具，推动外国政权更迭。2025年2月，执行唐纳德·特朗普总统削减成本议程的埃隆·马斯克呼吁关闭NED后，政府效率部通过阻止美国财政部的拨款，削减了国会授权的NED资金。

## 机构历史

NED的前标志

### 创立
国家安全决策第77号指令对创建民主项目以及国家民主基金会起到了重要作用。
1982年，美国总统罗纳德·里根在英国议会威斯敏斯特宫提出了一项倡议，“促进民主的基础设施——新闻自由、工会、政党、大学的制度。”这与美国政治基金会先前制定的计划相一致，CSIS是一个由美国共和党和美国民主党资助的非政府组织，与加拿大安全情报局一起，创建了一个由政府资助但私营的民主促进基金会:战略与国际研究中心（CSIS），以支持民间社会的民主团体和政党。这一想法得到了国务院的大力支持，国务院认为，非政府基金会能够支持东方集团中的持不同政见团体和组织，并在变得不稳定、有可能经历左翼或激进革命的美国盟友独裁政权中促进民主运动的出现，而不会引发对美国政府的外交反噬。在里根政府强硬派对这一想法产生了一些最初的不确定性之后，美国政府通过美国国际开发署（USAID）与美国政治基金会签订了研究民主促进的合同，该计划后来被称为“民主计划”。该计划建议成立一个两党合作的私人非营利公司，名为国家民主基金会（NED）。NED虽然是非政府组织，但主要通过美国政府的年度拨款获得资金，并受美国国会监督。
1983年，众议院外交事务委员会提议立法，作为《国务院授权法案》（H.R.2915）的一部分，为NED提供3130万美元的初始资金，因为NED正处于发展的初期阶段，拨款定为1800万美元。立法中包括为美国劳工联合会和产业工会联合会的附属机构自由工会研究所拨款1380万美元，为美国商会的附属机构拨款250万美元，以及为两个政党研究所各拨款500万美元，后来以267票赞成、136票反对的结果被取消。众议院于1983年11月17日通过了关于H.R.2915的会议报告，参议院于次日通过了该报告。1983年11月18日，非营利组织国家民主基金会于华盛顿成立。

### 1980年代至今
政治学家莎拉·布什的一项研究发现，虽然20世纪80年代的NED活动侧重于通过资助持不同政见者、反对党和工会直接挑战独裁者，但21世纪NED的大部分资金都流向了不太可能挑战现状的技术项目，NED对“相对温和的项目”的资助比例从1986年的约20%增加到2009年的约60%。政治学家林赛·奥鲁克称：“今天，NED项目在90多个国家实施。尽管美国支持的民主促进项目的数量有所增长，但今天的大多数项目追求的目标不如冷战时期的项目那么激进。”在1991年的一次采访中。NED创始人艾伦·韦恩斯坦在接受《华盛顿邮报》采访时表示：“我们今天所做的很多事情都是25年前由中央情报局秘密完成的。”
在1984年巴拿马大选期间，美国自由劳工发展研究所和NED提供了约2万美元，以支持参与选举活动的尼古拉斯·阿迪托·巴莱塔·巴利亚里诺。
1984年，NED开始在中国开展活动，帮助创办中文季刊《中国知识分子》（TCI），并为其出版物提供资金。该杂志最初针对在西方的中国学生和学者，于1988年在北京开设了办事处。该杂志于六四事件后被当局打压，总部搬迁至纽约。
在南斯拉夫解体前，NED安排了南斯拉夫反对派和美国国会议员、美国政府官员和媒体之间的会面。它还向自由之家提供资金，用于资助南斯拉夫反对派。
它还为与西藏有关的项目提供了大量捐款。2005年至2012年间，它向与维吾尔族有关的世界維吾爾代表大會，维吾尔人权项目和维吾尔运动提供了捐款，2019年，它向香港的民间社会项目提供了约643000美元。2020年，中国对NED主席卡尔·格什曼和自由之家主席实施了制裁。
NED支持2011年阿拉伯之春。例如，埃及的4月6日青年运动、巴林人权中心和也门活动家接受了NED的培训和资助。2008年至2012年期间，它还支持了埃及流亡警察奥马尔·阿菲菲·索利曼上校，他反对穆罕默德·胡斯尼·穆巴拉克和穆罕默德·穆尔西总统。

#### 第二届特朗普政府
2025年，埃隆·马斯克批评NED“腐败猖獗”，犯有“罪行”，称其为“需要解散”的“邪恶组织”。他还称“NED是一个骗局。”2025年2月，马斯克的政府效率部通过阻止美国财政部的拨款，削减了对NED的资金，对该组织造成了重大影响。《自由新闻》认为，废除NED将象征着美国外交政策的重大变化，破坏了以民主理想促进美国全球实力和影响力的想法，因此特朗普政府不再认为在世界上促进民主符合国家利益。2月12日，NED通知其资助的组织，将立即暂停付款。此外，NED支持的组织开始裁员和削减开支。3月1日，NED的国际民主研究论坛因无法获得资金而暂停运作，不得不让大部分员工休假。3月5日，NED在美国哥伦比亚特区联邦地区法院对美国政府提起诉讼。

## 机构概况
国家民主基金会是一个拨款基金会，它将其资金拨予私营非政府组织以促进美国以外国家或地区的民主发展。其中该基金会每年拨款的一半主要是给予美国的四个组织：美国国际劳工团结中心、国际私营企业中心（Center for International Private Enterprise）、全国民主研究所和国际共和学会（前称国际事务全国共和研究所）；而剩余的另一半拨款则是面向美国国外数百个提交申请的非政府组织。

### 资金来源
国家民主基金会每年都会从美国国会的联邦预算中获得拨款，该拨款包含在美国国务院预算章节中拨付给美国国际开发署的部分中。因此即使国家民主基金会是非政府组织，它也受到了美国国会的监督。在截至2009年9月的财政年度里，国家民主基金会的收入为1.355亿美元，而这几乎都来自美国政府。
在1984年至1990年期间，国家民主基金会每年从美国政府处获得1500万到1800万美元的拨款；而到了1990年至1993年期间，这个拨款额度激增至2500万美元到3000万美元。当时，这笔资金主要由美国新闻署拨付。1993年，美国众议院起初投票决定取消针对国家民主基金会的拨款，这将导致其几乎完全失去来自美国国会的资助。但在国家民主基金会支持者的大力推动下，拨款不仅得到了保留还增加至3500万美元。
国家民主基金会也会从史密斯·理查德森基金会、约翰·奥林基金会等其他基金会手中获得捐款。布拉德利基金会在1990年至2008年期间每年向《民主期刊》提供150万美元的资助。

### 管理人员
国家民主基金会總裁為戴蒙·威爾森，前任為卡尔·格什曼（1984年4月30日－2021年7月），他曾任美国驻联合国高级参赞和美国社会民主党执行主席。

## 民主奖项
国家民主基金会董事会每年都会颁发“民主奖（Democracy Award）”以表彰“在全世界范围内推动了人权与民主事业并为此做出了勇敢和创造性工作的组织或个人”。民主奖的奖杯是民主女神的缩小版复制品，而其原版是在六四事件时树立与中国北京天安门广场。
国家民主基金会民主奖的著名获奖人包括：诺贝尔和平奖获得者刘晓波、前墨西哥总统比森特·福克斯·克萨达、新闻工作者维顿·苏罗伊等。而在颁奖典礼上致辞的知名人士则有已故美国参议员约翰·麦凯恩、前美国众议院议长保罗·莱恩、现任美国众议院议长南希·佩洛西等。

### 最近获奖者
| 颁奖年份 | 嘉奖主题                                | 获奖人 / 组织                  | 所属国家 / 地区 |
| -------- | --------------------------------------- | ------------------------------ | --------------- |
| 2022年   | 乌克兰公民社会                          | 反贪腐行动中心                 | 乌克兰          |
| 2022年   | 乌克兰公民社会                          | 公民自由中心                   | 乌克兰          |
| 2022年   | 乌克兰公民社会                          | 公众利益记者实验室             | 乌克兰          |
| 2022年   | 乌克兰公民社会                          | 乌克兰志愿服务                 | 乌克兰          |
| 2021年   | 中美洲公民社会                          | 尼加拉瓜永不重蹈覆辙人权团体   | 尼加拉瓜        |
| 2021年   | 中美洲公民社会                          | 逆流                           |                 |
| 2021年   | 中美洲公民社会                          | 迈尔娜·麦克基金会              |                 |
| 2021年   | 中美洲公民社会                          | 透明度、社会监督与开放数据协会 | 薩爾瓦多        |
| 2020年   | 苏丹公民社会                            | 区域发展与培训中心             | 苏丹            |
| 2020年   | 苏丹公民社会                            | 努巴妇女教育与发展协会         | 苏丹            |
| 2020年   | 苏丹公民社会                            | 达尔富尔律师协会               | 苏丹            |
| 2019年   | 中国人权与宗教权利捍卫者                | 世界维吾尔代表大会             | 德国            |
| 2019年   | 中国人权与宗教权利捍卫者                | 西藏行动中心                   | 印度            |
| 2019年   | 中国人权与宗教权利捍卫者                | 对华援助协会                   | 美国            |
| 2018年   | 朝鲜人权与民主运动                      | 朝鲜人权公民联盟               |                 |
| 2018年   | 朝鲜人权与民主运动                      | 即刻行动与人权联合组织         |                 |
| 2018年   | 朝鲜人权与民主运动                      | 转型正义工作小组               |                 |
| 2018年   | 朝鲜人权与民主运动                      | 国民统一广播                   |                 |
| 2017年   | 反贪腐活动人士                          | 辛西娅·加布里埃尔              | 马来西亚        |
| 2017年   | 反贪腐活动人士                          | 哈理·帕尔沙                    | 阿富汗          |
| 2017年   | 反贪腐活动人士                          | 克劳迪娅·埃斯科巴              |                 |
| 2017年   | 反贪腐活动人士                          | 拉斐尔·马克斯·德莫赖斯         | 安哥拉          |
| 2017年   | 反贪腐活动人士                          | 丹尼斯·比胡斯                  | 乌克兰          |
| 2015年   | 委内瑞拉政治犯                          | 安托尼奥·雷泽马                | 委內瑞拉        |
| 2015年   | 委内瑞拉政治犯                          | 莱奥波尔多·洛佩斯              | 委內瑞拉        |
| 2015年   | 委内瑞拉政治犯                          | 塔玛拉·苏茹                    | 委內瑞拉        |
| 2014年   | 中国人权的不懈捍卫者                    | 刘晓波                         | 中国            |
| 2014年   | 中国人权的不懈捍卫者                    | 许志永                         | 中国            |
| 2013年   | 我们民主的未来： 青年在促进民主中的角色 | 古拉莱·伊斯梅尔                | 巴基斯坦        |
| 2013年   | 我们民主的未来： 青年在促进民主中的角色 | 哈罗德·塞佩罗                  | 古巴            |
| 2013年   | 我们民主的未来： 青年在促进民主中的角色 | 维拉·基恰诺娃                  | 俄羅斯          |
| 2013年   | 我们民主的未来： 青年在促进民主中的角色 | 格兰尼斯·昌加奇尔              | 辛巴威          |
| 2012年   | 缅甸民主运动                            | 敏哥奈                         | 緬甸            |
| 2012年   | 缅甸民主运动                            | 昆吞乌                         | 緬甸            |
| 2012年   | 缅甸民主运动                            | 觉都                           | 緬甸            |
| 2012年   | 缅甸民主运动                            | 昂丁                           | 緬甸            |
| 2012年   | 缅甸民主运动                            | 辛西雅                         | 緬甸            |
| 2011年   | 为民主未来奋斗的 突尼斯人和埃及人       | 扎哈拉·赛义德                  | 埃及            |
| 2011年   | 为民主未来奋斗的 突尼斯人和埃及人       | 杰梅尔·贝塔耶布                | 突尼西亞        |
| 2010年   | 伊朗民主运动的战略挑战                  | 伊朗民主绿色运动               | 伊朗            |

## 国际媒体援助中心（CIMA）
国际媒体援助中心成立于2006年，它是国家民主基金会的一项倡议，并得到了美国国会和国务院民主、人权和劳工局的资助。CIMA帮助海外独立媒体和记者的工作，重点关注发展中国家、社交媒体、数字媒体和公民新闻。2008年，它发布了第一份报告《赋予独立媒体权力：美国在世界各地促进自由和独立媒体的努力》，之后又发布了其它报告，包括关于冲突易发社会数字媒体的报告和关于非洲手机使用情况的报告。

## 批评争议
NED受到了左派和右派的批评。一些右翼人士指责NED通过其劳工附属机构推行亲社会民主议程；相反，一些左翼人士指责NED是针对里根冷战政治的“右翼倡议”。在拉丁美洲，批评者指责NED表现出美国的家长式作风或帝国主义，相反，“支持者说它帮助了世界各地许多具有社会民主和自由主义倾向的团体”，为批评美国的民主团体提供培训和支持。在2004年《华盛顿邮报》的一篇文章中，邁克爾·麥克福爾认为NED不是美国外交政策的工具。他说，在苏联最后几天代表国际事务全国民主研究所（NDI）时，他体验到了美国政策制定者的行为与NDI的行为之间的差异：美国政策制定人员支持米哈伊尔·戈尔巴乔夫，而NDI与戈尔巴乔夫的反对者民主俄罗斯合作。NED在公开声明中表示，民主“根据不同政治文化的需求和传统”而发展，并不需要美国式的模式。
1986年，NED主席卡尔·格什曼表示，NED的成立是因为“如果世界各地的民主团体被视为受到中央情报局的补贴，那将是可怕的。我们在20世纪60年代就看到了这一点，这就是为什么它被终止了”。在ProPublica 2010年的一项调查中，该出版物当时的主编Paul Steiger表示，“那些率先创建NED的人早就承认，这是从秘密转向公开促进民主努力的一部分”，并引用了1991年的一次采访作为证据，当时的NED主席艾伦·韦恩斯坦在采访中说：“我们今天所做的很多事情都是25年前由中央情报局秘密完成的。”
批评者将NED在20世纪80年代和90年代在尼加拉瓜对尼加拉瓜团体（亲美和保守派工会、政党、学生团体、商业团体和妇女协会）的资助与中央情报局之前“挑战和破坏”智利左翼政府的努力进行了比较。拉丁美洲学者威廉·M·利奥格兰德写道，1984年至1988年间，NED向尼加拉瓜提供的约200万美元资金是“对公民反对派公开援助的主要来源”，其中约一半捐给了反桑地诺民族解放阵线的报纸《La Prensa》。社会学家罗宾逊表示，里根时期的NED资金“最终被用于五项重叠的伪秘密活动：亲美精英的领导力培训、促进亲美教育体系和大众媒体、通过资助目标州的亲美组织来加强‘民主制度’、宣传和发展跨国精英网络。”罗宾逊批评这些活动时写道，“美国政策制定者声称他们关心的是过程（自由公正的选举），而不是结果（这些选举的结果）；实际上，主要关心的是结果。”
政治学家林赛·奥罗克写道，里根时代的NED在美国“促进智利、海地、利比里亚、尼加拉瓜、巴拿马、菲律宾、波兰和苏里南的民主过渡”方面发挥了关键作用，但这样做是为了促进亲美政党的成功，而不仅仅是促进民主，也不支持共产主义或社会主义反对党。北美拉丁美洲大会表示，NED参与了“一种非常特殊的低强度民主形式，这种形式与亲市场经济紧密相连——在从尼加拉瓜到菲律宾、乌克兰到海地的国家，推翻了不友好的‘威权’政府（其中许多政府以前曾得到美国的支持），并用精心挑选的亲市场盟友取而代之。”

### 泰国和马来西亚
在2020年—2021年泰國示威中，泰国亲政府团体援引NED对抗议者的支持，声称美国政府正在策划抗议活动。美国驻泰国大使馆否认资助或支持抗议者的指控。
2021年8月，马来西亚人权活动家兼人民之声顾问柯嘉逊批评反对派希望联盟接受国家民主基金会的资助，他称之为“中央情报局软实力阵线”。引用美国实施的政权更迭和对黑人和亚裔美国人的种族歧视记录，敦促马来西亚民间组织停止接受NED的资助，因为这破坏了他们的合法性、独立性和有效性。他的声明是在NED附属机构国际共和学会所长丹尼尔·特温宁于2018年发表讲话后发表的，他承认NED自2002年以来一直支持马来西亚反对党和非政府组织，包括人民之声。2018年马来西亚大选后，丹尼尔·特温宁还赞扬了新当选的希望联盟政府冻结了中国的基础设施投资。

### 外国政府的反应

#### 俄罗斯
俄罗斯政府官员及官方媒体经常谴责国家民主基金会。俄罗斯国有新闻通讯社俄罗斯新闻社在2015年宣称国家民主基金会的拨款需要为导致乌克兰前总统维克多·亚努科维奇下台的乌克兰亲欧盟示威运动负责。2015年7月，俄罗斯政府正式宣布国家民主基金会为“不受欢迎的”非政府组织。这是两个月前由普京签署《俄罗斯不受欢迎组织法》之后，第一个因此法而被禁止的组织。

#### 中華人民共和國
2019年，为回应美国国会通过《香港人权与民主法》，中华人民共和国政府宣布对包括国家民主基金会等5個非政府組織实施制裁。中国政府坚称国家民主基金会与中央情报局协同工作，暗中煽动反对逃犯条例修订草案运动；而国家民主基金会一直扮演着美国情报部门的前线单位角色。国家民主基金会是这次受到惩罚的几个美国非政府组织之一，其他的非政府组织还包括人权观察、自由之家、国际事务全国民主研究所和国际共和学会。
部分媒体认为，中国早已经严格限制非政府组织在中国境内的活动，受到制裁的非政府组织在中国境内并没有设立任何办事处，这种制裁也被认为仅具有象征意义。在香港，接受国家民主基金会拨款的劳工倡导和人权组织有团结中心、香港司法中心等。中国政府指控这些被制裁的非政府组织是“通过各种方式支持反中乱港分子，极力教唆他们从事极端暴力犯罪行为，煽动‘港独’分裂活动”的“反华势力”。美国国务院官员对此否认，并认为针对美国非政府组织为“外国干涉势力的不实指控”，是为了“意在分散人们对香港人合理诉求的关切”，哈德逊研究所外交政策分析师兼里根政府前官员白邦瑞则表示，他们通过当地的领事馆，执行确保香港民主的香港政策法案，通过该基金来资助这些组织，所以从这个意义上中国的指责并非完全错误。2020年8月10日，包括国家民主基金会总裁卡尔·格什曼在内的11名美国官员及人士遭中国政府制裁。
2021年4月14日，中华人民共和国外交部发言人赵立坚在例行记者会上回答澎湃新闻记者问题时，指美国国家民主基金会是“资助炮制涉疆谎言的机构”、“美国政府的‘白手套’”，并指NED发布的一则推文中使用了類似於“东突厥斯坦伊斯兰运动”（中文簡稱“東伊運”）組織的旗幟中的“藍色星月圖案”，推文配图中新疆和中国其他省份上色不同。
2022年5月，中华人民共和国外交部发布《关于美国国家民主基金会的一些事实清单》，指控NED是美國政府的「白手套」，“打着‘促进民主’的幌子，颠覆他国合法政府，培植亲美傀儡势力。”
2024年8月10日，《大公報》報道，香港職工會聯盟是國際工會聯合（ITUC）的亞太區屬會，國際工會聯合由美國操控，其副主席是NED的團結中心國際部主任凱西芬戈爾德, 國際工會聯合在2019年8月17日香港爆發黑暴期間，參與煽動其下組織項各國駐地的中國大使館抗議，要求特區政府釋放被捕者及獨立調查「警暴」。

#### 印度
2016年，印度内政部将NED与开放社会基金会（OSF）和世界民主运动一起列入观察名单。如果它们未经内政部明确许可，不得向其它非政府组织或个人提供任何财政援助。

#### 其它反应
其它反对NED活动的国家包括伊朗、埃及和委内瑞拉。

## 延伸阅读
- Kenneth Bollen; Pamela Paxton; Rumi Morishima.  (PDF). American Journal of Evaluation. 2005-06-01, 26 (2): 189–203. doi:10.1177/1098214005275640.
- 美国国家学院. 杰克·戈德斯通 , 编. . National Academies Press. 2008-07-26. ISBN 9780309117364.
- William I. Robinson. . Cambridge University Press. 1996-08-22  [2020-08-11]. ISBN 9780521566919. （原始内容存档于2017-03-27）.
- Kate Geoghegan. . Diplomatic History. 2018-11, 42 (5): 772–801  [2020-08-11]. doi:10.1093/dh/dhx088. （原始内容存档于2020-02-11）.